# Amleto Giovanni Cicognani

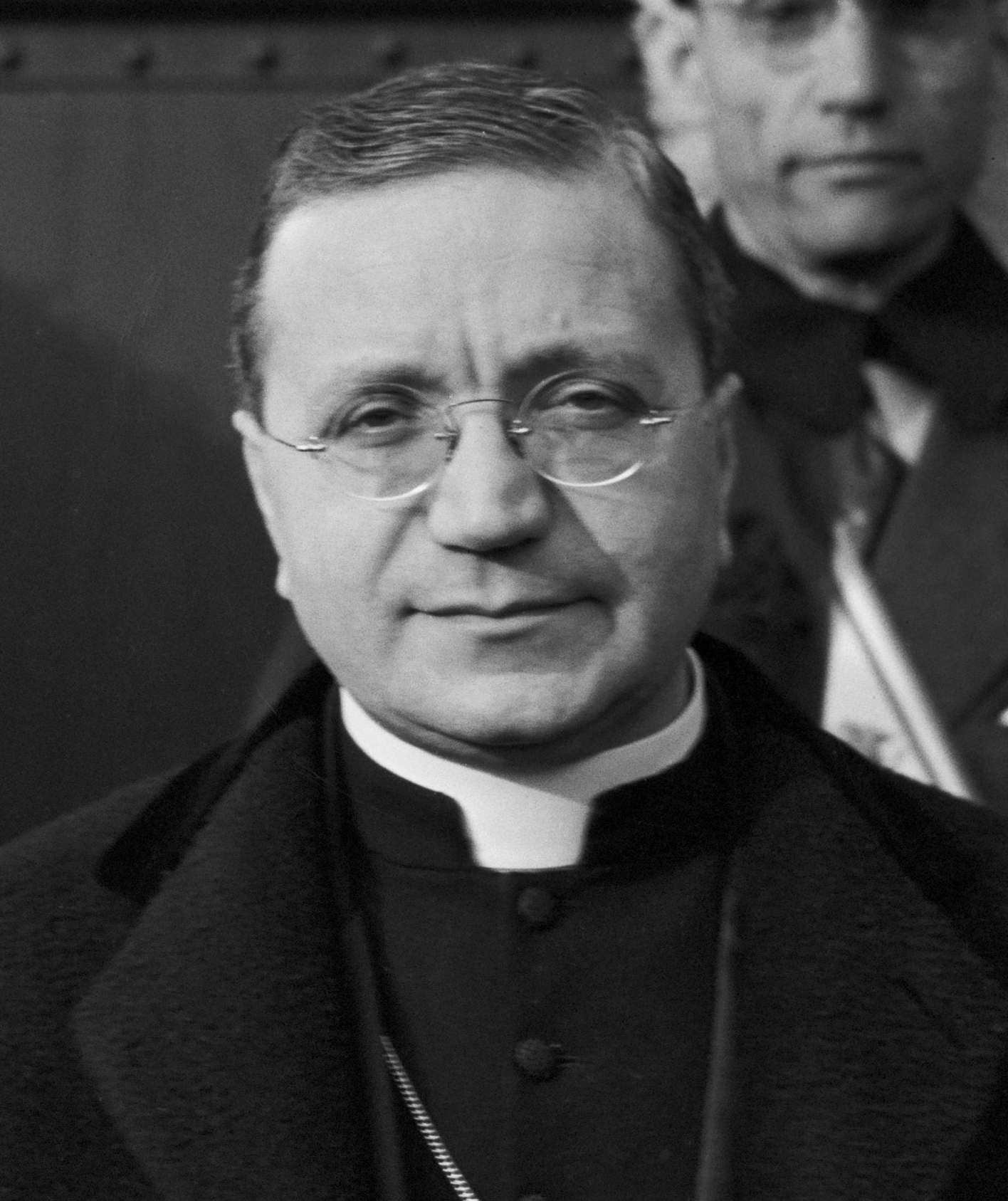
Erzbischof Amleto Cicognani (1936)

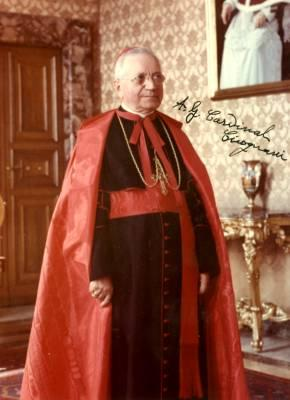
Kardinalstaatssekretär Amleto Cicognani (1968)

Kardinalswappen

Amleto Giovanni Kardinal Cicognani (* 24. Februar 1883 in Brisighella, Provinz Ravenna, Italien; † 17. Dezember 1973 in der Vatikanstadt) war ein italienischer Geistlicher und Kardinalstaatssekretär und Kardinaldekan der römisch-katholischen Kirche.

## Leben
Amleto Giovanni Cicognani studierte Philosophie und Theologie am Priesterseminar zu Faenza und empfing am 23. September 1905 durch den Bischof von Faenza, Gioachino Cantagalli, die Priesterweihe. Bis 1910 setzte er seine Studien in Rom fort, wo er jeweils in Katholischer Theologie, Philosophie und Kirchenrecht promoviert wurde.
Seit dem 10. Mai 1910 war er als Offizial an der Kongregation für die Sakramentenordnung tätig und wurde am 28. März 1917 Geheimkämmerer des Papstes, der ihn am 19. Mai 1923 zum Päpstlichen Hausprälaten ernannte. Von 1921 bis 1932 war er zudem Dozent an der Universität Sant’Apollinare, wurde am 16. Dezember 1922 auch Adjunkt der Konsistorialkongregation und am 16. Februar 1928 Assessor an der Kongregation für die orientalischen Kirchen. 
Bereits seit 1924 mit verschiedenen Auslandsmissionen betraut, wurde er am 17. März 1933 von Papst Pius XI. zum Apostolischen Delegaten in den USA und zum Titularerzbischof von Laodicea in Phrygia ernannt und empfing am 23. April 1933 durch den Sekretär der Kongregation für die Bischöfe, Kardinal Raffaele Carlo Rossi OCD die Bischofsweihe; Mitkonsekratoren waren der Sekretär der Kongregation für außerordentliche kirchliche Angelegenheiten, Giuseppe Pizzardo, und der Sekretär der Kongregation für die Evangelisierung der Völker, Erzbischof Carlo Salotti. Das Amt des Apostolischen Delegaten übte er über 25 Jahre lang aus, länger als jeder seiner Vorgänger.
Papst Johannes XXIII. nahm ihn am 15. Dezember 1958 als Kardinalpriester mit der Titelkirche San Clemente in das Kardinalskollegium auf. Cicognani war bereits das zweite Mitglied seiner Familie, das den Kardinalspurpur erhielt. Sein Bruder Gaetano Cicognani war bereits fünf Jahre zuvor Kardinal geworden. Diesem folgte er am 23. Mai 1962 auch als Kardinalbischof von Frascati nach. Kardinal Cicognani nahm am Konklave 1963 teil, das Paul VI. zum Papst wählte.
Seit dem 14. November 1959 war er Sekretär der Kongregation für die orientalischen Kirchen und wurde von Papst Johannes XXIII. am 12. August 1961 zum Kardinalstaatssekretär ernannt und von Papst Paul VI. zwei Tage nach seiner Wahl zum Papst 1963 im Amt bestätigt. Papst Paul VI. berief ihn darüber hinaus am 7. Mai 1968 zum Präsidenten der Administratio Patrimonii Sedis Apostolicae, der Güterverwaltung des Apostolischen Stuhls.
Kardinal Cicognani nahm am Zweiten Vatikanischen Konzil teil und war Mitglied der das Konzil vorbereitenden Zentralkommission. Um eine Änderung der traditionellen Lehre, die das Judentum abwertete, zu verhindern, ließ er das unter Leitung von Kardinal Augustin Bea erarbeitete Schema über die Beziehungen der Kirche zum Judentum in der letzten Sitzung der Zentralkommission vor dem Konzil von der Konzilsagenda streichen. Doch die Konzilsväter setzten sich, von Papst Johannes XXIII. ermutigt, darüber hinweg, so dass die Erklärung Nostra aetate dennoch beraten und beschlossen wurde. Beim Konzil galt Cicognani als einer der mächtigsten Vertreter des konservativen Flügels. Er sprach sich gegen eine Intensivierung des interreligiösen Dialogs aus.
Am 30. April 1969 trat Cicognani von seinen bisherigen Ämtern zurück. Am 24. März 1972 wurde er von Papst Paul VI. als Dekan des Kardinalskollegiums bestätigt und damit zugleich auch zum Kardinalbischof von Ostia erhoben.
Amleto Giovanni Cigognani starb am 17. Dezember 1973 in der Vatikanstadt und wurde in seiner Titelkirche San Clemente in Rom bestattet.

## Ehrungen und Auszeichnungen
- 1961: Großkreuz des Verdienstordens der Italienischen Republik[4]
- 1963: Großkreuz des Christusordens[5]
- 1964: Großkreuz des Ordens de Isabel la Católica
- 1965: Großkreuz des Ordens San Raimundo de Penafort
- 1965: Großes Goldenes Ehrenzeichen am Bande für Verdienste um die Republik Österreich[6]
- Ritter des Nassauischen Hausordens vom Goldenen Löwen[7]
- 1966: Großkreuz des Ordens des heiligen Jakob vom Schwert[5]